# Флоринас
Флоринас (итал. Florinas) је насеље у Италији у округу Сасари, региону Сардинија.
Према процени из 2011. у насељу је живело 1341 становника. Насеље се налази на надморској висини од 412 м.

## Становништво
Према резултатима пописа становништва 2011. у општини је живело 1.547 становника.
| 1936. | 1951. | 1961. | 1971. | 1981. | 1991. | 2001. | 2011. |
| ----- | ----- | ----- | ----- | ----- | ----- | ----- | ----- |
| 2.229 | 2.162 | 1.996 | 1.689 | 1.581 | 1.640 | 1.574 | 1.547 |